# Công viên cảnh quan Puszcza Zielonka
Công viên cảnh quan Puszcza Zielonka ( tiếng Ba Lan: Park Krajobrazowy Puszcza Zielonka    ) là một khu vực được bảo vệ ( Công viên cảnh quan ) nằm ở phía đông bắc của thành phố Poznań ở Greater Poland Voivodeship, Ba Lan . Nó được thành lập vào năm 1993 và có diện tích 114 kilômét vuông (44 dặm vuông Anh)  Nó được tạo thành từ các bộ phận của các gmina (khu hành chính) như Czerwonak, Kiszkowo, Murowana Goślina, Pobiedziska và Skoki . Nó bao gồm chủ yếu là rừng Puszcza Zielonka (80% diện tích của công viên cảnh quan là rừng). Nó bao gồm năm khu bảo tồn thiên nhiên, một số hồ và các ngôi làng bao gồm Zielonka, Kamińsko, Dąbrówka Kościelna, Głęboczek, opuchówko và Tuczno . Điểm cao nhất là Dziewicza Góra, ở phía tây nam của công viên, với chiều cao 143 mét (469 ft). Trên đỉnh ngọn đồi này có một tháp quan sát, được sử dụng đặc biệt để quan sát các đám cháy có thể xảy ra trong khu rừng xung quanh, nhưng cũng được mở theo mùa cho công chúng như một tháp quan sát. 
|  | Các phần của khu rừng được sử dụng cho mục đích thử nghiệm của Đại học Khoa học Đời sống ở Poznań, nơi có một trung tâm ở Zielonka. Ngoài ra còn có một vườn thực vật ở Zielonka với khoảng 800 loại cây và bụi rậm. Khu vực này là phổ biến với khách du lịch và người đi ban ngày, đặc biệt là vào mùa hè. Công viên được thúc đẩy bởi Hiệp hội liên quận Puszcza Zielonka ( Związek międzygminny Puszcza Zielonka ), có văn phòng tại Murowana Goślina . Năm 2008 Hiệp hội thiết lập một "nhà thờ gỗ Trail xung quanh Puszcza Zielonka" (Szlak kościołów drewnianych wokół Puszczy Zielonka), trong đó bao gồm 12 nhà thờ bằng gỗ trong khu phố của rừng, nằm ở Dluga Goślina, Skoki, Raczkowo, Jabłkowo, Lagiewniki Kościelne, Slawno, Kiszkowo, Rejowiec, Kicin, Wierzenica, Węglewo và Uzarzewo . Trong Công viên là một nhà thờ bằng gạch và địa điểm hành hương ở làng Dąbrówka Kościelna . |